# 拳经
《拳經》於1917年由上海大聲圖書局出版。內容主要分「拳經」及「少林拳術精義」兩個部分。陸士諤是清末民初居於上海的中醫跌打骨科。

### 拳經內容
共分四卷
- 卷一有十八字訣及擒拿解法。
- 卷二有潭腿十二路、宋太祖長拳三十二勢圖、內家張三峰拳法、外家少林宗法（十八手及五拳練法）、行拳、金鎗手、魯智深下山、羅漢拳二則等目。
- 卷三有氣血說、五臟說及玉環穴說等。
- 卷四為跌打骨科藥方。

### 少林拳術精義
有易筋經李靖及牛皋序（唐豪經考證為托古偽作）
- 分兩部：－
- 伏氣圖說（習動氣功圖譜）
- 易筋經義

後有天台紫凝道人及祝文瀾之兩篇跋。

## 拳經（張孔昭）
於1929年由「大聲書局」以石印出版了《拳經》一書，說是由乾隆四十九年時曹煥斗作注，收集清康熙時張孔昭之拳技整理而成，可惜未有佐證。
拳經內說由民間的張鳴鴞發展而成。未有從少林寺發展出來的證據。

### 拳經內容
1. 問答歌訣廿款
2. 周身秘訣十二項
3. 下盤細密秘訣
4. 又附張先生原歌訣[2]
5. 少林寺短打身法統宗拳譜（十則）
6. 場中切要（手法，步法）
7. 總論入身
8. 張橫秋先生傳授習練手法秘要[2]
9. 口傳百法

### 拳經內之拳套
1. 迷拳（六節）
2. 醉八仙（八節）
3. 死手解救（散手）

## 拳法備要
直到，1936年「蟫隱廬」又出版了較《拳經》完備之手抄本《拳經，拳法備要，二卷》。由羅振常在序中分析，認為拳法備要全為曹作，即後來加上。
又說拳經中之雙管秘法，付張之原歌訣，可見拳經亦非張氏原文也。
在拳經曹序中言讀張氏之書，揣摩而成。

## 参看
- 南少林
- 洪門
- 南拳
- 少林派
- 中國武術
- 中國武術門派

## 外部連結
- 策略研究中心：拳經[永久]
- 策略研究中心：拳法備要